# فريدريك أوليفر تشيلتون
فريدريك أوليفر تشيلتون (بالإنجليزية: Frederick Oliver Chilton)‏ هو موظف مدني أسترالي، ولد في 23 يوليو 1905 في Woollahra ‏ في أستراليا، وتوفي في 1 أكتوبر 2007 في سيدني في أستراليا.

## اسهاماته بعد الحرب
تقلد شيلتون وسام الخدمة المميزة[1] في مايو 1941 لأدائه المميز وقيادته الحكيمة في الحملة على اليونان. قام لاحقًا بقيادة اللواء 18 في غينيا الجديدة وبورنيو[2]. عمل بعد الحرب في إدارة المخابرات المشتركة[3] ودشن مديرية الإشارات الأسترالية[4]، وساعد في الإمساك بجاسوس سوفيتي خلال الحرب الباردة. أصبح شيلتون الأمين المساعد لوزارة الدفاع، وفي وقت لاحق أصبح رئيس لجنة إعادة الأسرى، مسؤولًا عن المصلحة العامة لقدامى الحرب. وقد تم تقليده كأحد المنضمين إلى منظومة الشرف الإمبراطوري البريطاني، وقد تم ترسيمه كفارس في 1969. توفى "السيد"[5] فريدريك شيلتون في 1 أكتوبر عام 2007.
[1] هو وسام تابع للمملكة البريطانية والمناطق التابعة لها منذ عام 1886 ويمنح لأي جندي مشارك في الحرب بغض النظر عن رتبته.
[2] ثالث أكبر جزيرة في العالم وأكبر جزيرة في آسيا، وحاليًا تنقسم سيادة الجزيرة بين كل من إندونيسيا وماليزيا وبروناي.
[3] هي مؤسسة استخباراتية أسترالية نشأت خلال الحرب الباردة كان هدفها تحليل الاستخبارات الخارجية والاستفادة من خبراتها.
[4] هي مؤسسة استخباراتية أسترالية تأسست في 1947 هدفها رصد واعتراض الإشارات اللاسلكية التي قد تصدر من الجواسيس أو إليهم.
[5] Sir هو لقب يلحق لكل من يُرسم بأنه فارس.